# SN 2006tk
SN 2006tk – supernowa typu Ia odkryta 15 grudnia 2006 roku w galaktyce A010752+0027. Jej maksymalna jasność wynosiła 21,30m.